# Fischbachau
Fischbachau là một đô thị thuộc huyện Miesbach, bang Bayern, Đức.

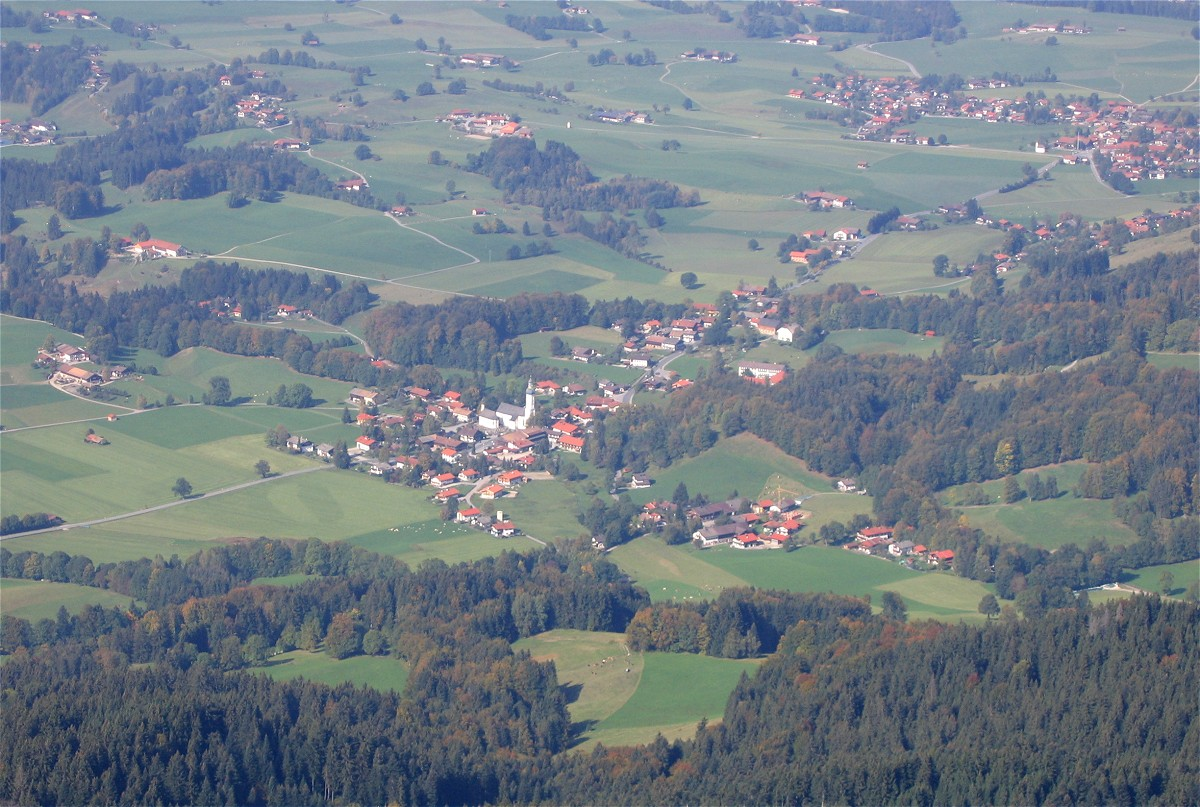
Toàn cảnh Fischabachau

Fischbachau nằm ở thung lũng sông Leitzach, 9 dặm Anh so với Miesbach, 15 dặm Anh so với Rosenheim, 19 dặm Anh so với Kufstein và 37 dặm Anh so với München.